# Klijent (računarstvo)
Klijent (en. client) je oznaka za bilo koji računalni program koji služi za prihvat i prikaz podataka, odnosno komunikaciju s računalom koje ima ulogu poslužitelja. Jednostavnije rečeno, klijent označava računalni program (ponekad i računalo) koje se koristi uslugama servera.

## Unutarnje poveznice
- Klijentsko-poslužnička arhitektura